# Стара фортеця (Наваріно)
Стара фортеця Наваріно (грец. Παλαιό Ναυαρίνο)  —  укріплення XIII століття поблизу Пілоса, Греція, розташоване на вершині 200 м. на скалі біля північного  входу в затоку. Це один із двох замків, що охороняють бухту Пілоса, другий це — Нова фортеця, розташована коло південного входу в затоку. 

## Історія
У 1204 році, після четвертого хрестового походу, Пелопоннес або Морея потрапили під владу Ахейського князівства, держави хрестоносців. Відповідно до французької та грецької версій «Хроніки Мореї», фортеця була побудована Миколою II де Сент-Омером, володарем Фів, який у 1281 р. отримав значні землі в Мессенії в обмін на володіння своєї дружини в Каламаті та Хлемуці. Фортеця побудована на руїнах древнього акрополя з використанням його будівельних матеріалів. Є версія, що фортецю побудував Микола ІІІ, племінник Миколи ІІ. Проте,  Микола II в період 1287–1289 служив намісником (байлі) Ахаї тому те, що він побудував фортецю більш ймовірно. Незважаючи на наміри Миколи II, проте незрозуміло, чи справді його небіж успадкував фортецю Наваріно.
Після цього фортеця залишалася відносно неважливою, за винятком військово-морської битви при Сапієнці 1354 р. між Венеційською  та Генуезькою республіками та епізоду 1364 р. під час конфлікту між Марією Бурбонською та принцом Філіпом Таранто, який полягав у спробі Марії претендувати на князівство після смерті чоловіка Роберта Таранто. Марія отримала у власність Наваріно (разом з Каламатою та Мані) від Роберта у 1358 році, а місцевий каштелян, вірний Марії, ненадовго ув'язнив нового управляючого (байлі) Саймона дель Поджіо. Марія зберігала контроль над Наварино до своєї смерті в 1377 році.  Приблизно в цей час в цій місцевості розселилися албанці (1381/2 рр). З початку XV століття венеційці зосередилися на фортеці Наваріно, боячись, щоб її суперники генуезці не захопили її та не використали  як базу для нападів на венеційські форпости замки Метоні і Короні. На цей випадок, венеційці самі захопили фортецю у 1417 р. і після тривалих дипломатичних переговорів у 1423 р. їм вдалося узаконити своє володіння нею.
У 1423 році Наваріно, як і решта Пелопоннесу, зазнав свого першого османського набігу під керівництвом Турахана-бея, який повторився у 1452 році. Після 1460 року фортеця, поряд з іншими венеційськими форпостами та Монемвасією та півостровом Мані, були єдиними областями на півострові, яким володіли християни. Венеційський контроль над Наваріно пережив Першу османсько-венеційську війну (1463–1479), але під час Другої османсько-венеційської війни (1499–1503) його було втрачено. Після поразки венеційців у битві при Модоні у серпні 1500 року гарнізон з 3000 чоловік здався, хоча він був добре забезпечений щоб пережити облогу. Проте у грудні 1501 року венеційці відвоювали її.
20 травня 1501 року спільна атака турків під проводом Кемаль-реїса та Хадима Алі-паши з моря і суші відновила контроль над фортецею.
У 1572/3 рр. капудан-паша Улуч Алі-реїс збудував нову фортецю Наваріно, щоб замінити застарілу франкську фортецю, важливість якої зменшилась, оскільки нове укріплення краще покривало головний вхід до бухти на південь, тим більше, що вузький північний вхід був перекритий у 1571 р. кораблями, що затонули після Битви при Лепанто. Нова фортеця мала також більш безпечне водопостачання. До кінця XVI століття стара фортеця мала лише невеликий гарнізон і поступово руйнувалась. Під час Першої Морейської війни (шостої османсько-венеційської війни 1684 -1699 рр.) османи сконцентрували свою оборону на новому замку, і гарнізон старого замку у складі 100 чоловік 2 червня 1686 р. здався без бою венеційцям під проводом Франческо Морозіні. Поряд із рештою Пелопоннесу фортеці залишалися у венеційських руках до 1715 року, коли османи відбили їх. Венеційці роздумовували чи підсилювати, чи зруйнувати фортецю, але в кінцевому підсумку внесли кілька модифікацій, перш ніж її захопили османи. У квітні-червні 1770 р. територія фортеці була тимчасово утримувана росіянами, під час російсько-турецької війни 1768–1774 рр.та Орловського повстання в Греції.
Після початку грецької революції греки в серпні 1821 року захопили нову фортецю Наваріно. Місцевість залишилася в грецьких руках до 1825 року, коли Ібрагім-паша з Єгипту захопив старий замок (29 квітня). Османсько-єгипетський гарнізон залишився там, поки він не був переданий французьким військам генерала Ніколя Джозефа Мезона навесні 1828 року. Після цього замок не використовувався.

## Стан та архітектура
Фортеця перебуває в руїнах, а вхід до неї важкодоступний та обмежений. Частково збереглися її зовнішні стіни. Фортеця займає площу близько 50 соток у формі трапеції. Частина стін та повторно використаний будівельний матеріал збереглися від акрополя. На думку вчених, замок, побудований святим Миколою II Омером, обмежений нинішньою цитаделлю, на північному кінці вершини пагорба. Тут була не лише фортеця як оборонна споруда, але і поселення, яке повинно було простягатися на захід і з західного боку з портовими спорудами на пляжі, про що свідчать часткові залишки в цій місцевості. Головний вхід знаходиться на південній стороні, де закінчується під'їзний шлях, який піднімається від протоки Сикії, залишаючи за собою старовинні стіни та пам’ятки османського та новішого житла. Зараз значна частина воріт обвалилася. Зовнішня стіна по периметру оточує верх скелі і розділена на дві частини поперечною стіною, з півдня на північ, а всередині стін можна знайти руїни громадських та приватних будівель, католицької церкви та підземні резервуари для води. Також сьогодні збереглися три ряди цегли посеред південної сторони зовнішнього огородження, нижні частин стіни в північно-східній частині замку, а також основа двох круглих башт там же.
У часи до Латинократії, поряд із залишками акведука на пляжі та вцілілим мостом через річку Тифломіти (Τυφλομύτη) між Романосом (Ρωμανού) і Траганою (Τραγάνας), мала бути маленька прямокутна вежа на західному кінці західної зовнішньої стіни, збудована з цегли у візантійський період, тоді як пізніші будівлі замку збудовані  в основному в два періоди - венеційську окупацію 1423-1500 років та турецьку XVI століття. Сьогоднішні руїни датуються головним чином до кінця XVI століття, але південний корпус, ймовірно, був доданий венеційцями чи османами-турками. На схід замок не був оточений стінами через природне укріплення пагорба, але там, де були побудовані стіни, вони тонкі та високі, з валами та ознаками різних етапів їх будівництва.

## Фотогалерея

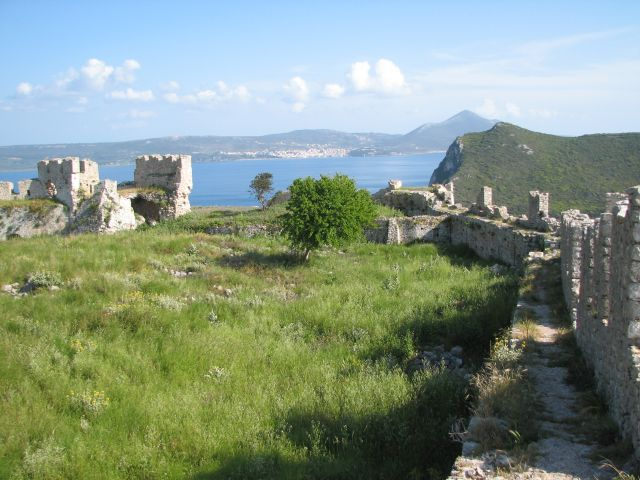
Внутрішній стан стін фортеці
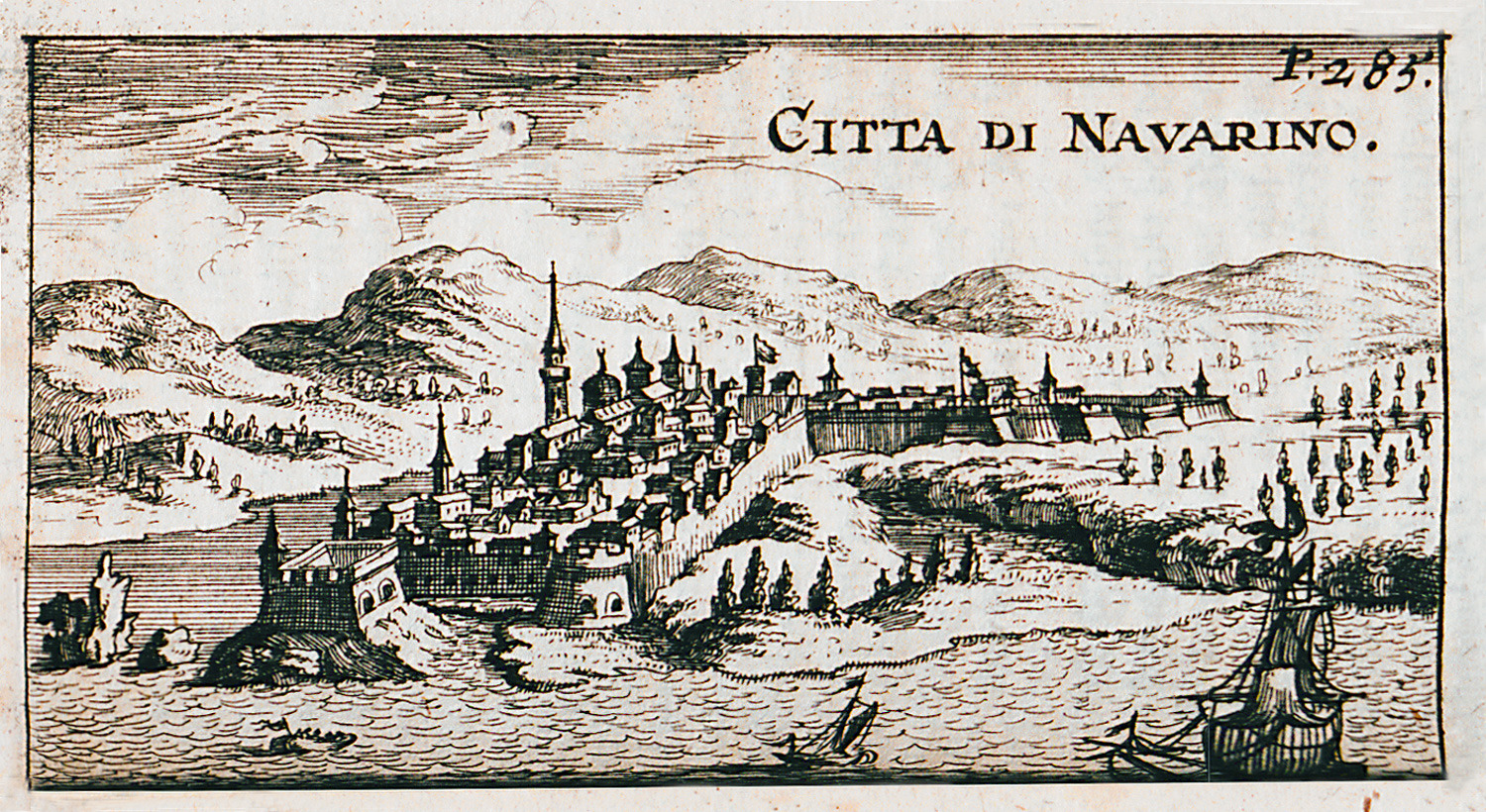
Зображення замку в середньовіччі
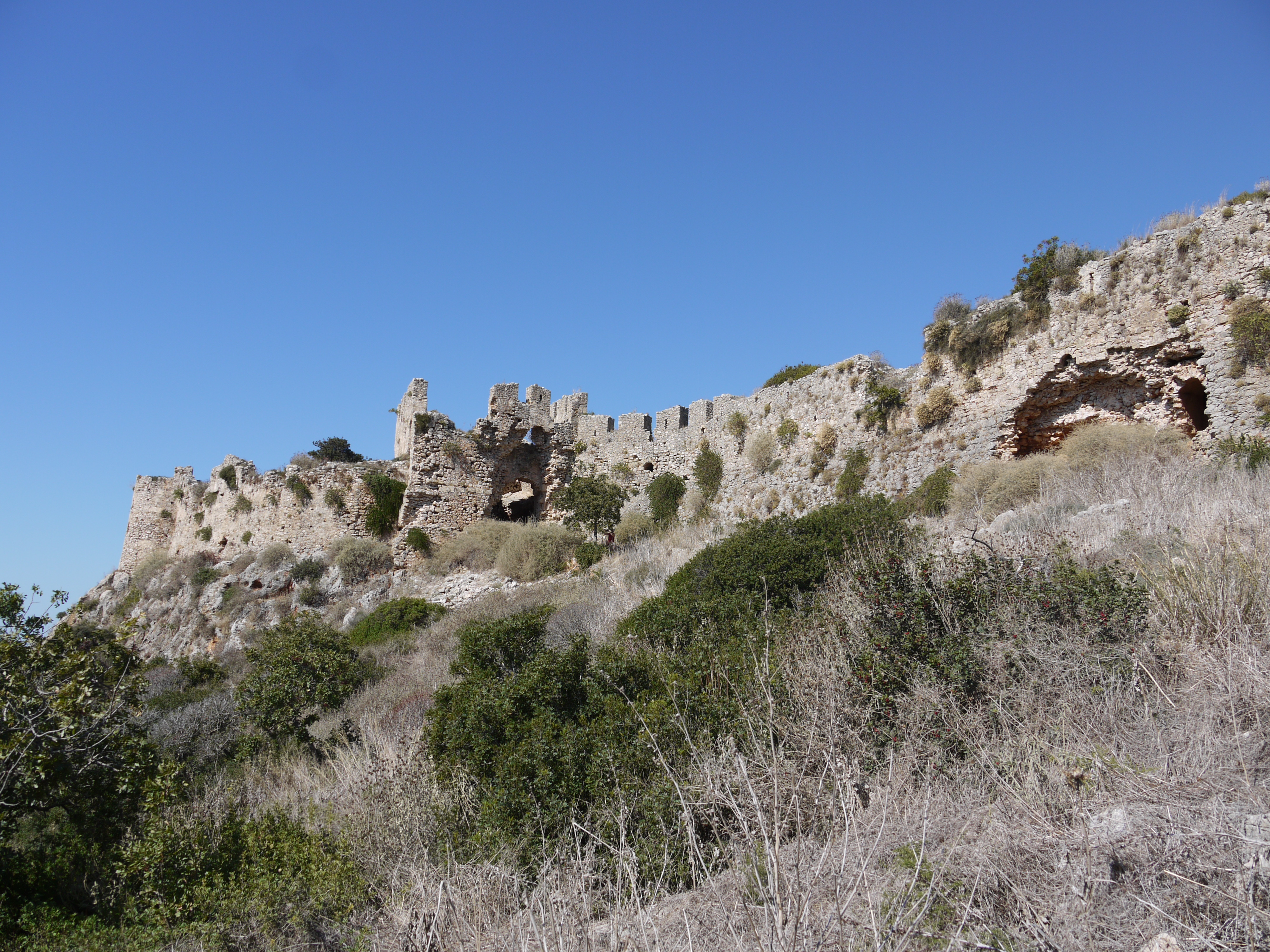
Зовнішній стан стін фортеці
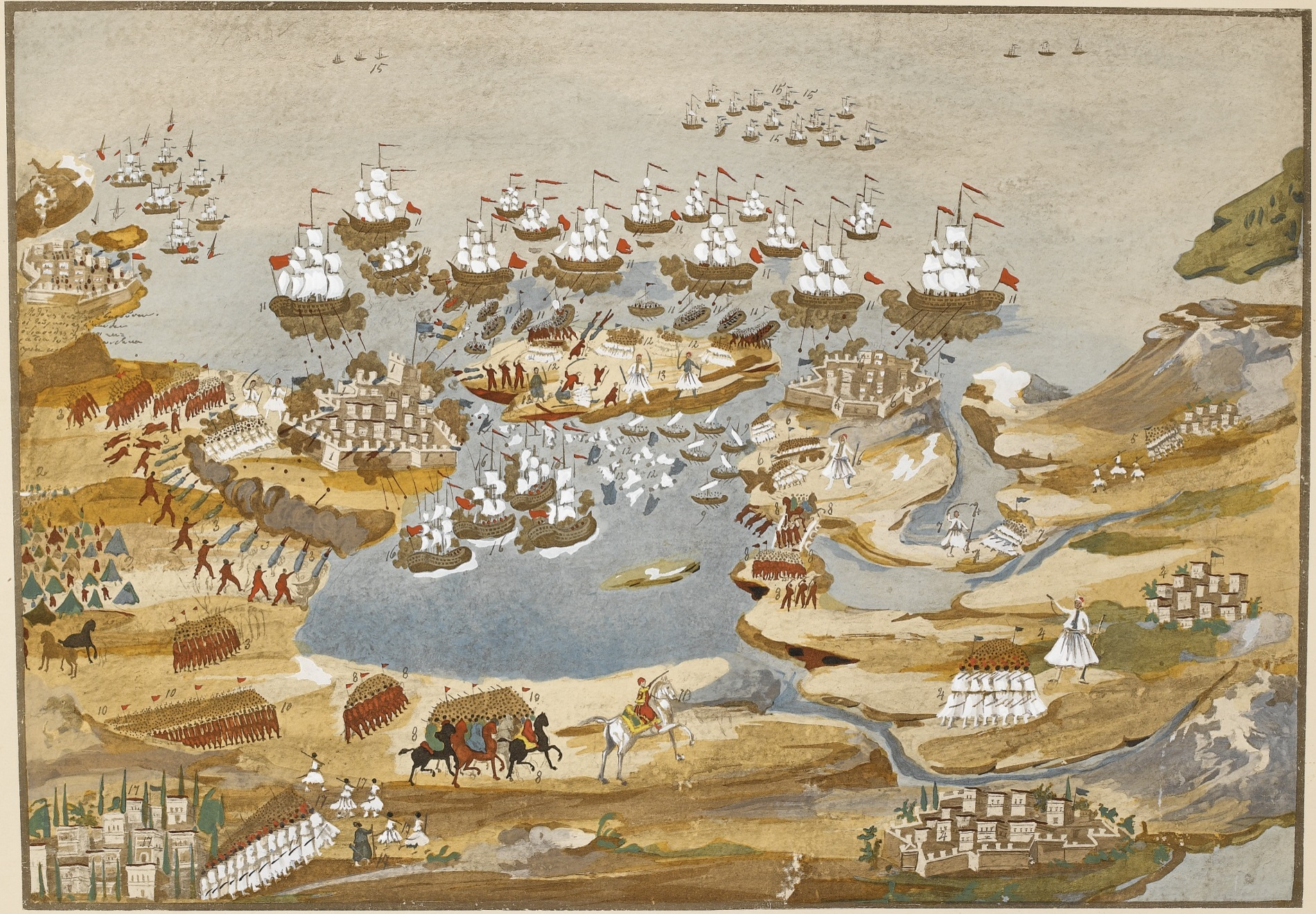
Відображення нападу Ібрагіма-паші на Сфактерію (в середині), флангова атака на Нову фортецю Наварино (ліворуч) та Стару фортецю Наваріно (праворуч) у 1825 році